# Franz Arens (Kunsthistoriker)
Franz Arens (geboren am 20. Dezember 1880 in Wien; gestorben 1946) war ein österreichischer Historiker, Kulturwissenschaftler und Übersetzer, der überwiegend in Deutschland tätig war.

## Leben
Arens studierte Geschichte bei Karl Lamprecht an der Universität in Leipzig und besuchte dort das Seminar von Gerhard Seeliger, das ihn 1903 zu seiner Dissertation zum Thema der Tirolischen Weistümer anregte. Er war im Studienjahr 1905/1906 an der École pratique des hautes études in Paris in der Geschichtsklasse von Charles Bémont eingeschrieben und wohnte in der Rue des Écoles Nr. 50. Später setzte er sein Studium mit dem Schwerpunkt Kulturgeschichte an der Karls-Universität in Prag fort und promovierte dort zum Doktor der Philosophie. Neben seinen Schriften zur Kulturgeschichte verfasste er dort Beiträge zu Künstlern für den 10. und 11. Band des Allgemeinen Lexikons der Bildenden Künstler von der Antike bis zur Gegenwart, unter anderem zu den Malern Franz von Fahrenschon, Johann Nepomuk und Paul Friedrich Fahrenschon, oder zur altkroatischen Geschichte für die Zeitschrift Hrvatski Revija und fertigte Übersetzungen an. Arens beteiligte sich 1909 mit dem Beitrag Eine Italienreise im 14. Jahrhundert in Studium Lipsiense an der Ehrengabe für Karl Lamprecht. übertrug beispielsweise die Schriften zur Philosophie und Ästhetik von Alessandro Manzoni oder Die Entstehung des Weltkrieges: eine Einführung in das Kriegsschuldproblem von Harry Elmer Barnes ins Deutsche. Er schrieb zudem Rezensionen zu anderen Werken wie der Habilitationsschrift Ernst Michalskis über Die Bedeutung der ästhetischen Grenze für die Methode der Kunstgeschichte. Später lebte er in München und schrieb auch Beiträge für die Zeitschrift Die Kunst für alle: Malerei, Plastik, Graphik, Architektur.

## Schriften (Auswahl)
- Das Tiroler Volk in seinen Weistümern ein Beitrag zur deutschen Kulturgeschichte. In: Karl Lamprecht (Hrsg.): Geschichtliche Untersuchungen. Heft 3. Friedrich Andreas Perthes, Gotha 1904 (zugleich, Dissertation von 1903 unter dem Titel: Die sozialen Anschauungen der Tiroler Weistümer. archive.org).
- Mauritius Pfeiffer als Porzellanplastiker. In: Die Kunst. Monatsheft für freie und angewandte Kunst. 24. Jahrgang, F. Bruckmann, München 1921, S. 24–30 (Textarchiv – Internet Archive).
- Die nationalwirtschaftlichen Einbußen des Sudetendeutschtums seit der Begründung der tschecheslowakischen Republik. In: Archiv für Politik und Geschichte. 4, 1926, 2, S. 387–430 und 5, 1927, 1, S. 61–112.
- Über Weltgeschichtsversuche auf kulturgeschichtlicher Grundlage. In: Vierteljahrsschrift für Politik und Geschichte. 1, Nr. 1. 1929.
- Ein Wiedererwachender: Michelangelo da Caravaggio. In: Der Kunstwanderer. Zeitschrift für alte und neue Kunst, für Kunstmarkt und Sammelwesen. Band 11/12, 1929/1930, S. 24–26 (digi.ub.uni-heidelberg.de).
- Die Kunstbewegung des Italienischen „Manierismus“ und ihre Einordnung in die Kulturgeschichte. In: Archiv für Kulturgeschichte. 24, Nr. 1, 1933, S. 20–23.
- Die Familie Forchoudt und ihre Rolle im Antwerpener Kunsthandel. In: Vierteljahrschrift für Sozial- und Wirtschaftsgeschichte. Band 30, Heft 2, ISSN 0042-5699 1937, S. 129–149, JSTOR:20726945.